# ماسينا (نيويورك)
ماسينا (بالإنجليزية: Massena, New York)‏ هي بلدة أمريكية تقع في الولايات المتحدة في مقاطعة سانت لورنس، نيويورك. يقدر عدد سكانها بـ 12,883 نسمة وترتفع عن سطح البحر 61 متر.

## أعلام
- توماس هيرلي
- مارك غرين
- جورج ن. مورغان
- مارك موريس
- جويل روزنباوم